# Felismina Cavela
Felismina Cavela (ur. 24 sierpnia 1992 w Cassongue) – angolska lekkoatletka specjalizująca się w biegach średniodystansowych.
Olimpijka z Londynu (2012). Z rywalizacji na igrzyskach odpadła na etapie eliminacji biegu na 800 metrów. Uczestniczka mistrzostw Afryki juniorów (2011), mistrzostw Afryki (2014) oraz trzykrotna uczestniczka mistrzostw ibero-amerykańskich (2012, 2014, 2016).

## Rezultaty
| Rok  | Impreza                        | Miejsce        | Konkurencja    | Pozycja     | Wynik   |
| ---- | ------------------------------ | -------------- | -------------- | ----------- | ------- |
| 2011 | Mistrzostwa Afryki juniorów    | Gaborone       | bieg na 800 m  | eliminacje  | 2:18,97 |
| 2011 | Mistrzostwa Afryki juniorów    | Gaborone       | bieg na 1500 m | eliminacje  | 4:58,45 |
| 2012 | Mistrzostwa ibero-amerykańskie | Barquisimeto   | bieg na 800 m  | eliminacje  | 2:15,13 |
| 2012 | Mistrzostwa ibero-amerykańskie | Barquisimeto   | bieg na 1500 m | 14. miejsce | 4:39,88 |
| 2012 | Igrzyska olimpijskie           | Londyn         | bieg na 800 m  | eliminacje  | 2:10,95 |
| 2014 | Mistrzostwa ibero-amerykańskie | São Paulo      | bieg na 800 m  | 7. miejsce  | 2:12,34 |
| 2014 | Mistrzostwa ibero-amerykańskie | São Paulo      | bieg na 1500 m | 12. miejsce | 4:41,29 |
| 2014 | Mistrzostwa Afryki             | Marrakesz      | bieg na 1500 m | 11. miejsce | 4:41,10 |
| 2016 | Mistrzostwa ibero-amerykańskie | Rio de Janeiro | bieg na 800 m  | 6. miejsce  | 2:10,63 |
| 2016 | Mistrzostwa ibero-amerykańskie | Rio de Janeiro | bieg na 1500 m | 11. miejsce | 4:39,88 |

## Rekordy życiowe
- bieg na 800 metrów – 2:08,47 (16 marca 2013, São Paulo)
- bieg na 1500 metrów – 4:30,90 (11 maja 2013, São Paulo)